# Синус хиперболични
Синус хиперболични је непарна, монотоно растућа функција, чији се домен и кодомен крећу у границама (-∞,∞). Дефиниција ове функције је:
{\displaystyle \operatorname {sinh} (x)={\frac {e^{x}-e^{-x}}{2}}}
У свој једини превој улази у нули, под угом π/4. Нема асимптота.